# Agorius borneensis
Agorius borneensis är en spindelart som beskrevs av Edmunds, Prószynski 200. Agorius borneensis ingår i släktet Agorius och familjen hoppspindlar. Inga underarter finns listade i Catalogue of Life.